# Gunung Pungongesong
Gunung Pungongesong är ett berg i Indonesien.   Det ligger i provinsen Sumatera Utara, i den västra delen av landet, 1 500 km nordväst om huvudstaden Jakarta. Toppen på Gunung Pungongesong är 2 806 meter över havet, eller 94 meter över den omgivande terrängen. Bredden vid basen är 1,7 km.
Terrängen runt Gunung Pungongesong är huvudsakligen bergig, men den allra närmaste omgivningen är kuperad. Runt Gunung Pungongesong är det glesbefolkat, med 15 invånare per kvadratkilometer. Det finns inga samhällen i närheten. I omgivningarna runt Gunung Pungongesong växer i huvudsak städsegrön lövskog.